# Port Macquarie-Hastings Council
Port Macquarie-Hastings Council is een Local Government Area (LGA) in de Australische deelstaat New South Wales.